# 亞伯特·普荷斯
亞伯特·普荷斯（西班牙語：Albert Pujols，西班牙語發音：[puˈxols]，1980年1月16日—），全名荷塞·阿爾韋托·普荷斯·阿爾坎塔拉（西班牙語：José Alberto Pujols Alcántara），多明尼加共和国圣多明各出身的已退役棒球選手。職業生涯主要效力於聖路易紅雀，先前曾效力於天使與道奇等隊。普荷斯剛登上大聯盟時曾以三壘手或外野手身份出賽，不過其職業生涯最主要擔任的位置是一壘手，末期則是指定打擊。普荷斯是右投右打的選手，對抗左投的能力明顯較佳。普荷斯被廣泛認為是21世紀初期MLB最具有代表性的打者之一，而且在禁藥疑雲籠罩的這個時期，他從不曾和相關醜聞有所牽連。
他被認為是大聯盟史上最全面的打者之一：自西元2001年的新人賽季起一直到2010年賽季，他史無前例地連續10年達成「3成打擊率+30全壘打+100打點」的成就，一般而言，高打擊率代表較大的攻擊範圍、全壘打代表力量、而打點代表著壘上有隊友時的心理素質，而他在這三項評比都是聯盟打者中最頂尖的一群。在他之前，這個紀錄原本是洋基隊的傳奇巨星盧·蓋瑞格所保持，他在1929~1937連續9年完成，超越了隊友貝比·魯斯在前不久的1926~1933年連續8年的紀錄。之後吉米·法克斯（5年，1932~1936）、狄馬喬（5年，1937~1941）、泰德·威廉斯（4年，1941~1947，中間因二戰中斷出賽3年）、斯坦·穆休（3年，1953~1955）、威利·梅斯（3年，1961~1963）、漢克·阿倫（3年，1961~1963）、貝瑞·邦茲（3年，2000~2002）等眾多巨砲都不曾達到的紀錄，被一個新人改寫。
另外，他生涯前10年合計408支全壘打也是大聯盟紀錄，這項紀錄原本是艾迪·馬修斯的370轟，而大聯盟史上甚至沒有另外一個選手能在生涯前11年打出400轟。
2009年賽季結束後，他在2000年代作為一名球員的表現在各大媒體的獎項評選中多次被提及。體育新聞"MLB 運動員十年"、ESPN和運動畫刊把他選為"十年的最佳球員"。
2014年4月23日面對華盛頓國民隊，擊出單場雙響砲，達成生涯第500轟。2017年6月3日面對明尼蘇達雙城隊，擊出滿貫砲，達成生涯第600轟，也是史上第九位達成此紀錄。2018年5月4日面對西雅圖水手隊，擊出生涯第3000支安打，正式晉升為史上第32位3000安打俱樂部成員，生涯3000安600轟則是史上第4位，而在2001年獲得美聯新人王的鈴木一朗已在2016年達成三千安，兩人也成為史上第一組皆能達到三千安的新人王。2022年9月23日面對洛杉磯道奇，擊出單場雙響砲，達成生涯第700轟，大聯盟史上僅有4名球員達成此紀錄。
在眾多輝煌的打擊紀錄之外，他在2017年8月4日對上運動家隊的比賽中擊出生涯第351次雙殺打，超越金鶯隊名將小瑞普肯，成為大聯盟史上打出過最多次雙殺打的選手。最後在他退休時，他生涯累計打出了426次雙殺打。

## 經歷

### 學生時代
1980年1月16日出生于多米尼加共和國首都聖多明各，是12兄弟中最年輕的。他在5歲握著球棒並開始由兄弟姊妹教著普荷斯棒球，從小時候起便熟悉棒球。16歲的時候，普荷斯隨著家人移居到美國，他們在美國的第一站是纽约州，然而沒多久普荷斯親眼在路上目睹了一起槍擊命案，這起事件的兩個月後他們全家又搬到了密蘇里州，住在皇家隊主場附近。
普荷斯高中時期主要以三壘手身分出賽，他高三時在當地聯賽繳出了0.593打擊率以及35轟的成績，由當地的楓樹林社區學院提供獎學金就讀，大學期間他則轉任游擊手。1999年6月2日，他在大聯盟選秀第13輪第402順位被密蘇里州的另一支球隊紅雀隊選進。普荷斯一度對10,000美元的簽約金感到不滿，不過在談判的過程中紅雀隊同意調漲到60,000美元，最終普荷斯在8月17日與紅雀隊簽訂職業合約，結束了短暫的大學生涯。
在他高中時期，當地一名古巴裔的球探Fernando Arango便開始密切觀察他，憑藉著語言上的優勢，他跟普荷斯建立了不錯的關係。Arango在普荷斯進入大學後依舊和普荷斯保持聯繫，而在Arango第一次到場觀看普荷斯參加大學比賽那天，普荷斯打出了兩支全壘打。Arango的真實身分是魔鬼魚隊（現在的光芒隊）在美國中部的球探，而魔鬼魚在1999年選秀中握有狀元籤，當他得知普荷斯參加選秀後便向球隊大力推薦，在報告中Arango向球隊表示普荷斯會是能在大聯盟單季打出40轟的重砲手，並建議球隊應該盡早選下普荷斯，因為在Arango第一次到場的那場大學比賽的現場有當地球隊堪薩斯皇家的球探。但最後當魔鬼魚的球探部門主管Dan Jennings親自到密蘇里州來對普荷斯進行測試時，他卻對普荷斯的守備能力跟過大的身材有很深的疑慮，他認為普荷斯最適合擔任的位置是捕手，但這是普荷斯完全沒有任何經驗的守備位置；他也不喜歡普荷斯的打擊姿勢，即使普荷斯在測試時能把球打出球場。最後，球探部門判斷是普荷斯大概是在30輪附近的水準，而魔鬼魚以狀元籤選下了另一位未來的MVP球員漢米爾頓（諷刺的是，漢米爾頓也從來沒有替魔鬼魚隊打過任何一場大聯盟比賽）。在得知球隊最後一連錯過了13次（透過交易和補償選秀等方式取得了四次首輪選秀權的皇家隊則一連錯過了17次）可以選下普荷斯的機會之後，Arango憤而離職。

### 初登場

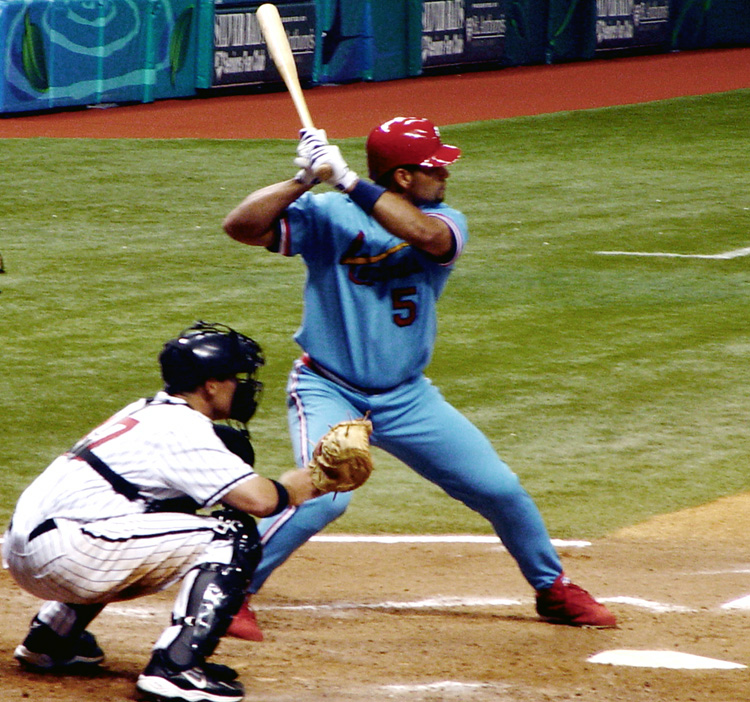
普荷斯身穿1982年紅雀隊贏得世界大賽的復古球衣

在2000年職業賽的第一年，他在美國職棒小聯盟1A皮奧里亞酋長隊的開幕賽登場，並在比賽的第一個打席就對凱恩鎮美洲獅隊（當時是馬林魚1A）的貝基特（1999年選秀的榜眼）打出了二壘安打，隨後第六局他又對美洲獅的第二任投手Hector Henriquez打出兩分砲，幫助球隊以4比3獲勝。他在全年109場比賽中就以0.324的打擊率打出17轟，並有84分打點，榮獲球隊最有價值球員。他在下半季被升到高階1A的波托瑪克國民隊（現在是國民隊的1A球隊），21場比賽中也有0.284的打擊率跟2發全壘打的成績。季末，他原本只是提拔到3A級曼菲斯紅鳥隊短暫地見習，要為他明年是在哪個等級的小聯盟出賽做參考，沒想到在最後三場例行賽14打數3安打的適應期後，他馬上又在3A級的季後賽繳出0.367的打擊率，率領球隊在季後賽封王，並被選為3A聯盟的季後賽最佳球員，不過紅鳥隊在3A世界大賽中輸給了釀酒人的3A球隊。最終，他在1A、高階1A、3A這三個等級的小聯盟比賽中合計有打擊率0.314、19發全壘打96分打點的成績。
2000年8月的時候，運動家隊的球探Jim Pransky是這樣描述小聯盟時期的普荷斯：「體態相較於大學時期變得精實許多，仍有過重疑慮，但目前似乎能夠控制。雖然在大學時擔任過游擊手，不過三壘顯然是最適合的位子。出棒積極，傾向追打好球帶邊緣的球，不過確實擊球的能力非常出色，也有把球推往右外野的能力。總體而言，在三壘的守備表現大約是平均水準，而手上的棒子最終會讓他成為全明星球員。」
隨後在2001年，紅雀隊的一壘手馬克·麥奎爾在春訓看到普荷斯訓練的狀況後，向紅雀隊總教練托尼·拉魯薩建議「如果你不早點讓他上大聯盟，這將會是你執教生涯最大的錯誤」。與此同時，陣中的左外野手鮑比·博尼利亞受傷，總經理沃爾特評估過後，認為普荷斯在3A級累積了相當的經驗，在春訓的成績表現也不錯，於是最後同意了這個提案，普荷斯則成為楓樹林社區學院史上第一位登上大聯盟的選手。
他在2001球季4月2日的開幕戰便進入先發名單，擔任第六棒以左外野手身分登場，是大聯盟史上第一個在1980年後出生的選手，三個打數有一支一壘安打，然而他馬上因盜壘失敗而出局。在開季三場只有一支安打的小低潮後，他在第四場比賽打出了猛打賞和生涯首轟，之後是連續13場比賽有安打的大爆發，還沒到月底他已經成為球隊的第四棒，自此他的打擊率一直到季末就不曾掉到三成以下過。由於紅雀隊本季內野手傷勢不斷，原定的先發三壘手波蘭柯時常要去支援，普荷斯得要幫這位多明尼加同胞代班鎮守三壘，這也成為他本季最常擔任的位子，他也在德魯受傷的時候守過右外野手和一壘手的位置。普荷斯在新人球季只有錯過一場比賽沒上場，最終繳出打擊率0.329、37發全壘打和130分打點的驚人成績，他也是史上第二位在六月底之前就能敲出20轟的菜鳥，距離華利·伯格在1930年首次達成這項紀錄已超過70年。賽季結束後，他在國聯新人王的票選上得到了滿票（史上第9人），並在國聯MVP的投票上獲得了第四名。他另外還獲得三壘手銀棒獎，雖然他作為三壘手的先發場數僅有50場，而在一壘手、左外野手、右外野手分別各先發35場比賽。這年紅雀隊以外卡的身分挺進季後賽，雖然普荷斯在生涯第一次的季後賽表現不佳，導致球隊在國聯分區賽以2比3輸給了最後奪冠的響尾蛇隊，不過他仍然對當年的國聯賽揚獎得主藍迪·強森打出了生涯季後賽的首轟，這支兩分砲是他這年季後賽唯一的長打和所有的打點。
2002年，隨著全明星三壘手史考特·羅倫以及四次世界大賽冠軍的老將一壘手提諾·馬丁尼茲的加入，他開始穩定地以左外野手的身分出場，全年依舊穩定繳出打擊率0.314、34發全壘打127分打點的成績。是大聯盟史上第一次有選手在生涯前兩年皆能同時完成「打擊率3成+30發全壘打+100分打點」的紀錄。這年紅雀隊在國聯分區賽橫掃響尾蛇完成復仇，不過在國聯冠軍賽則被貝瑞·邦茲領軍的巨人隊痛宰止步。本年度的MVP的票選上普荷斯得到了第二名，輸給了邦茲；而在外野銀棒獎的票選中，輸給了邦茲、索沙、葛雷諾而沒能得獎。
2003年，他繼續擔任球隊的左外野手。全年打擊率0.359、212支安打的紀錄，包含追平了斯坦·穆休在1950年的紅雀隊史第二長的連續30場比賽安打紀錄（第一名則是羅傑·霍斯比在1922年的連續33場），這是他第一次成為國聯打擊王，同時也是國聯安打王。高打擊率之外長打能力也沒有下滑，95支長打以及51支二壘安打在聯盟都是第一名，另有職業生涯新高的43發全壘打，完成了當年球探Arango被魔鬼魚高層嗤之以鼻的那份報告中對普荷斯的期待，也使他成為繼三位名人堂球星拉爾夫·基納、艾迪·馬修斯、乔·迪马乔之後，大聯盟史上第四位能在生涯前三個球季達到百轟的人。同時是自從1922年霍斯比以後，紅雀隊史第二位單季打出40發全壘打及200支安打的人。本年度MVP的票選上再次獲得了第二名，同樣是輸給了貝瑞·邦茲，不過總算是拿到生涯第一次的外野銀棒獎，同時憑藉著領先全聯盟的394壘打數，他還拿到了生涯第一座象徵最佳打者的漢克阿倫獎。
由於他出色的成績，在2004球季前紅雀隊和普荷斯簽署了7年1億美元的延長合約，代表他將至少待在聖路易直到2010賽季結束，這份合約還附帶了2011賽季年薪1600萬美元的球隊選擇權。這個球季馬丁尼茲離隊，普荷斯守備位置移到了一壘手，不過對他的打擊火力絲毫沒有影響。在賽季中擊出了國聯最多的99支長打、46發全壘打（國聯第2），以及123打點（國聯第3）的成績。隊友史考特·羅倫和吉姆·艾德蒙斯在本賽季也同時達成了打擊率3成+30發全壘打+100分打點的傲人成就，三人在本年度的MVP票選中分別高居第三、第四、第五。"MV3"（3的英文發音接近於字母P，意指為MVP三人組）被稱為球隊史上最強的打線之一，他們旺盛的火力讓紅雀隊本季例行賽豪取105勝並成為國聯季後賽的冠軍。不過即使獲得國聯冠軍賽MVP的普荷斯在生涯第一次的世界大賽表現不差，有著0.333/0.412/0.467的打擊三圍，然而羅倫跟艾德蒙斯兩人在系列賽合計30打數1安打的淒慘表現讓紅雀以0勝4敗的成績慘敗，成為紅襪打破貝比魯斯魔咒的配角。

### 5年內3次MVP

普荷斯的打擊(2006)

2005年隊友勞倫受傷，普荷斯從第三棒被調回到第四棒，本賽季兩名明星外野手賴瑞·沃克和雷吉‧桑德斯加入打線，他們兩人比起前幾年在前面棒次的費南多‧維納有更高的上壘率，而大家在壘上有人時畏懼普荷斯的威力，結果創下職業新高的97次保送。本季普荷斯只有因為腳跟傷到錯過了一場比賽，而在各項打擊數據中，打擊率.330排在第二、41發全壘打排在第三、117分打點是並列第二、以及國聯最高的129得分。普荷斯在本賽季季末達成了生涯200轟，是史上第三年輕達成的球員（輸給歐特和馬修斯），以場次而言則是第二（輸給基納）。這是他連續第四年進入MVP決選，憑藉著紅雀連兩年國聯最佳的百勝戰績，普荷斯擊敗了國聯全壘打和打點雙冠王安德魯·瓊斯以及打擊王德瑞克·李，得到了生平第一次MVP獎項。普荷斯在本季季後賽兩個系列賽皆有出色表現，不過紅雀打線其他人被奧斯華為主的太空人投手群封鎖，在國聯冠軍賽止步。

2009年普荷斯參加全明星賽全壘打比賽

2006年在本賽季開始前的3月代表多明尼加共和國參加舉行的國際棒球2006年世界棒球經典賽。然後開幕賽之後就以前所未有的速度快速累積全壘打和打點。在四月結束時普荷斯的整體攻擊指數高達1.4，到了五月結束時仍超過1.2，此時他51場出賽打擊率.315、25發全壘打和65分打點的成績。開始有人認為普荷斯今年會擊出75發全壘打跟200分打點，超越貝瑞·邦茲73發全壘打的紀錄。但隨後從本賽季開始之前就有的腰痛惡化，導致6月4日普荷斯進入傷兵名單休息至22日，在六月大量缺賽以及八月低潮的情況下兩個月僅有7轟，最後沒能達成單季50轟。本季普荷斯打擊率.331、49發全壘打和137分打點的成績，其中全壘打與打點是普荷斯生涯新高的成績，但最後MVP票選中，輸給了單季58轟（1930年威爾森的56轟以來，這是國聯第一次出現沒有禁藥問題的人超過這個成績）和149打點雙冠王的霍華德，即使普荷斯本季打擊三圍還稍高於霍華德。不過普荷斯在季後賽維持高檔狀態，幫助紅雀隊取得了2006年世界大賽的勝利，是個人生涯第一枚冠軍戒指。
2007年普荷斯在賽季因左小腿疼痛的困擾造成了打擊的低迷、打擊率.327、32發全壘打103分打點低於本身平均的成績。這年他在MVP票選中跌至第九，是生涯至此最差的名次。
2008年、留下了聯盟第二高的.357打擊率、37發全壘打116分打點的成績。紅雀隊在賽季結束時排名分區第四、普荷斯擊敗了全壘打與打點的二冠王萊恩·霍華德、自2005年以後第二次獲得了MVP。
因為右肘的手術、2009年舉行的春季2009年世界棒球經典賽拒絕參加。但、在常規賽季主場從一開始就大量擊出了全壘打。6月結束前打擊率.332、30發全壘打77分打點的紀錄、6月結束前30發全壘打在MLB是史上第十人。6月30日普荷斯在赛后的新闻发布会表示「我要說、在2006年最初的兩個月最是驚人。30發全壘打我不知道是因為何故、這在當時是很可怕的」。圣路易斯举行的全明星賽的球迷投票、僅次於肯·小葛瑞菲歷代2位5,397,374票的票數。全明星比赛開始之前、美國總統巴拉克·歐巴馬擔任開球投手、普荷斯擔任捕手。在全明星賽普荷斯3打數並沒有安打。球季下半年步伐有所下滑、普荷斯赢得了全垒打王。全壘打之外的得分（124）、上壘率（.443））、長打率（.658）、壘打數（374）、故意四壞球（44、歴代5位）各項數據在聯盟都是頂級。從初登場以來打擊率3成30發全壘打100分打點已經連續9年達成、和盧·賈里格並列紀錄。2年連續、普荷斯第3次獲得了MVP。得到了第一的滿票、這是2002年邦兹以來7年第一次、歷代15人的壯舉。連續兩次MVP僅次於邦茲。
第十年2010年開幕戰（與辛辛那提紅人）5打數3安打2發全壘打3分打點、2003年一直持續至今當選全明星賽成員（結果2打數沒安打）。然后8月15日與芝加哥小熊的比賽普荷斯擊出了第30發全壘打、實現自新人初登場以來連續十年30發全壘打。11天之後、8月26日與華盛頓國民的比賽擊出了本賽季第34發全壘打、2010年在本赛季中繼西雅圖水手退休的肯·小葛瑞菲紐約洋基艾力士·羅德里奎茲之後MLB史上第三年輕達成400發全壘打的球員。9月11日與亞特蘭大勇士的比賽打出了3分打點、連續10年100分打點的紀錄達成。最終本賽季打擊率.312、達成連續十年打擊率3成30發全壘打100打點的紀錄。同時42發全壘打、118分打點是國聯的全壘打王跟打點王雙冠王。115得分、38次故意四壞保送在全大聯盟第一。然而，生涯首次包辦了一壘手金手套以及銀棒獎的普荷斯，在MVP票選中輸給了帶領紅人在國中擊敗紅雀封王，進入本世紀第一次季後賽的另一名一壘手沃托。
2011年2月16日、紅雀隊對普荷斯提出了9年1億9500萬美元的契約合同、普荷斯則希望有10年的契約、雙方没有达成协议。春季集训开始沒有簽訂合同，表示賽季期間不會和球隊谈判，直到本赛季结束后成为自由球员投入市場发挥。同年6月19日、與皇家隊的比賽因為防守補位時和二壘手跑壘員貝特密（Wilson Betemit）相撞、導致左前臂骨折。上半季的比賽普荷斯陷入了低潮、受傷的影響導致出場數有所下降，普荷斯第2度沒入選進明星賽，在明星賽前首次打擊率沒破3成。直到9月17日，打擊率才首度超過3成，但並沒能穩定維持，打擊率一直在3成上下振盪。例行賽最後一場開打前，他帶著0.2996的打擊率和98分打點進場，本場比賽他第一打席便敲出帶有打點的安打，打回本季第99分打點的同時讓打擊率再次突破三成，此時他選擇留在場上繼續挑戰100分打點的紀錄，沒想到接下來四次打擊沒有建樹，連帶賠掉了剛達成的三成打擊率，最後賽季結束時的成績打擊率0.299、37發全壘打、以及99分打點。打擊率和打點兩項皆是普荷斯生涯最低的成績，紀錄沒能延續下去。上壘率、長打率、二壘打也都是生涯最低的成績。然而他迅速振作，沒把季賽時的「低迷」（該年MVP票選第五為其生涯當時第二差的名次）帶到季後賽，他在季後賽三個系列賽攻擊指數皆突破0.9，包含2011年世界大賽第3場比賽3打席連續全壘打的紀錄，成為繼1977年的雷吉·杰克逊以来、34年的首次壯舉。最後球隊贏得了系列的勝利、季後賽攻擊指數突破1的普荷斯得到了第二个世界大賽冠軍戒指，不過國聯冠軍賽跟世界大賽表現更加瘋狂的佛里斯（這兩個系列賽攻擊指數突破1.4）帶走了兩個系列賽MVP的獎項。
普荷斯在世界大賽系列之後的FA、除了紅雀隊以外尋求其他的球隊、邁阿密馬林魚、芝加哥小熊多支球队据报道，都表现出了浓厚的兴趣。12月6日包括红雀，马林鱼提供了超過2億美元以上的契約。普荷斯被视为可能选择红雀或者马林鱼。

### 轉隊洛杉磯安那罕天使
第二天12月7日洛杉磯安那罕天使提供了10年總金額2億5400萬美元（包括獎勵獎金最多高達2億8000萬美元）普荷斯同意雙方簽訂契約。这是僅次於2007年紐約洋基艾力士·羅德里奎茲10年2億7500萬美元MLB史上第二的大型契約。退休后天使將立即給他10年1000萬美元的個人服務合約，即在Pujols以球員身份退休後，天使保證他能在球團中任職。
12月9日、和在世界大赛中的对手德州遊騎兵的投手C·J·威爾森參加在安那罕天使球場入隊的記者會。
普侯斯在接受左膝手術後，將缺席本球季接下來的賽事。天使隊聲明表示，日前因左膝發炎進到傷兵名單的普侯斯，今(30)日進行膝關節鏡手術，而復原時間通常為6到8周，因此確定本季無緣出賽。
普侯斯本季繳出2成45打擊率、19轟、64打點的成績，在日本「二刀流」好手大谷翔平擔任指定打擊之後，普侯斯本季大多擔任一壘手。天使目前在美聯西區排名第4，在外卡也有15.5場勝差，晉級季後賽希望渺茫。
普侯斯2011年與天使隊簽下10年2.54億美元的合約，他目前生涯累積633轟，在大聯盟全壘打排名位居第6，他曾喊話要超越Barry Bonds(邦茲)的762轟紀錄，普侯斯距離合約結束還有3年時間，而膝蓋傷勢也為該目標增添未知數。
2021年5月6日，在普侯斯合約的最後一年，天使球團宣布將他釋出。

### 轉戰同城洛杉磯道奇
2021年5月15日，消息指出道奇隊將以一年大聯盟合約底薪簽下普荷斯。

### 回歸紅雀
2022賽季，大聯盟宣布國聯將正式採用指定打擊制度，已不太能守備但打擊實力仍有一定水準的普荷斯因此受惠。2022年3月28日，紅雀隊以250萬美元年薪與普荷斯簽一年大聯盟合約，他回到離開11年的紅雀隊，普荷斯計畫打完這個球季就退休。
整個上半季，普荷斯的表現和上一年在道奇時期差不多，OPS+大約是90出頭，僅有6支全壘打，以他這段時間的表現，700轟看來遙不可及。然而，他在明星賽前嘗試修改打擊動作並發現狀況不錯，受邀參加全壘打大賽時亦大出眾人意料之外的成功通過第一輪，於是他決定繼續使用新的打擊姿勢。沒想到，這個小小的改變帶來了戲劇化的發展：普荷斯整個下半季居然打出了全大聯盟第二多的18轟（第一名是29轟的賈吉），並於2022年9月23日，在客場對上前東家洛杉磯道奇隊雙響演出，擊出生涯第699和第700號全壘打，成為大聯盟歷史第四位達成此成就之人，最終他生涯的全壘打數停在703支。而紅雀隊在普荷斯大復活的幫助下甩開了釀酒人的糾纏，拿到了國聯中區的龍頭，不過在對上費城人的外卡賽的時候，隊上兩位MVP熱門人選高施密特和亞瑞納多表現荒腔走板，於是普荷斯的最後一次季後賽便以二連敗告終。憑著下半季的出色表現，普荷斯拿到了國聯東山再起獎，並入圍了國聯指定打擊銀棒獎的最終名單，不過最後是由貝爾拿到了這個獎項。

## 生涯成績
在2009年賽季結束時，普荷斯在大聯盟歷史上的4個項目表現如下：上壘率第12位、長打率第4位、攻擊指數第4位，以及調整OPS+第6位，外加三屆最有價值球員。在全壘打方面，普荷斯在生涯前5個賽季打出的全壘打（201）是次多的。2009年，他已經達到了350轟，這時他29歲，是史上第3年輕者。此外，普荷斯超越了拉爾夫·基納的生涯前九個賽季最多全壘打記錄。
普荷斯持有紅雀的大多數隊史打擊紀錄，最顯赫的要數12發滿壘全壘打，他打破了先前由斯坦·穆休保有的紀錄。此外，普荷斯和穆休是大聯盟史上少數在打出第300支全壘打時，生涯打擊率超過3成30且被三振數不到500的球員。
在完成生涯第5,000個打數之後，普荷斯累計了372支二壘安打、358支本壘打和14支三壘打，共計有744支長打，這是國家聯盟歷史之最。他是史上第二個選手能夠達成連續九個賽季30支二壘打、3成打擊率、30支全壘打和100分打點或更多。他目前擁有八次再見全壘打的紀錄。他紅雀隊生涯的1,397分打點則是隊史中第2多的。
防守方面，學生年代及大聯盟生涯初期在三壘或外野防區的時候，普荷斯的身材讓他在靈活性上比較受限，但正因為這段時期的磨練，等到他轉任一壘手時，他的防守範圍和傳球能力遠超聯盟中其他身材笨重的大塊頭一壘手。他持有紅雀隊史單場的一壘手助殺紀錄（7次），還在2009年樹立了單賽季的國聯一壘手助殺記錄（182次）。
2022年5月15日，紅雀與巨人對戰，紅雀隊在前8局已取得15：2的大幅領先，在第9局普荷斯請纓登板投球，他投1局27球，被敲3安打、失4分、有1保送、無三振、防禦率36，最快球速僅69.6英里（112.0），從未在大聯盟擔任投手的普荷斯在這場比賽以42歲又119天，成為1901年以來大聯盟第二年長的初登板投手。
此外，普荷斯也是大聯盟史上最讓人畏懼的季後賽打者之一，生涯季後賽敲出19轟，在大聯盟史上並列第五多。他生涯合計參加88場季後賽共360打席的打擊三圍是0.319/0.422/0.572，比他例行賽的成績又更加出色，其0.995的OPS在大聯盟史上100打席以上的打者中排名第九，而且前八名全都跟他差了至少一百個打席。在大量出賽下還能維持如此成績，更顯其身手和抗壓力的不凡。

### 職棒生涯成績

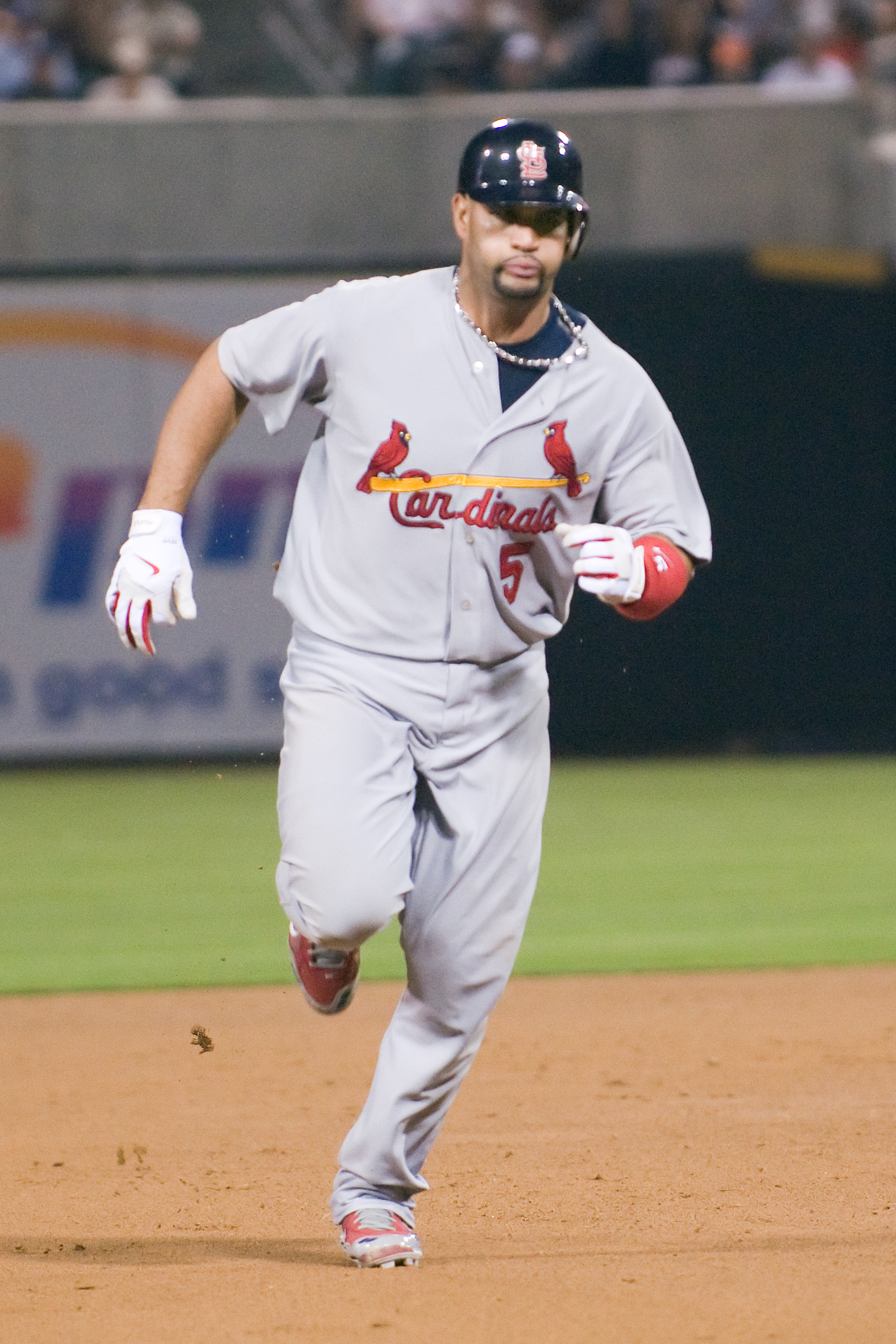
普荷斯2008年對聖地牙哥教士隊的比賽

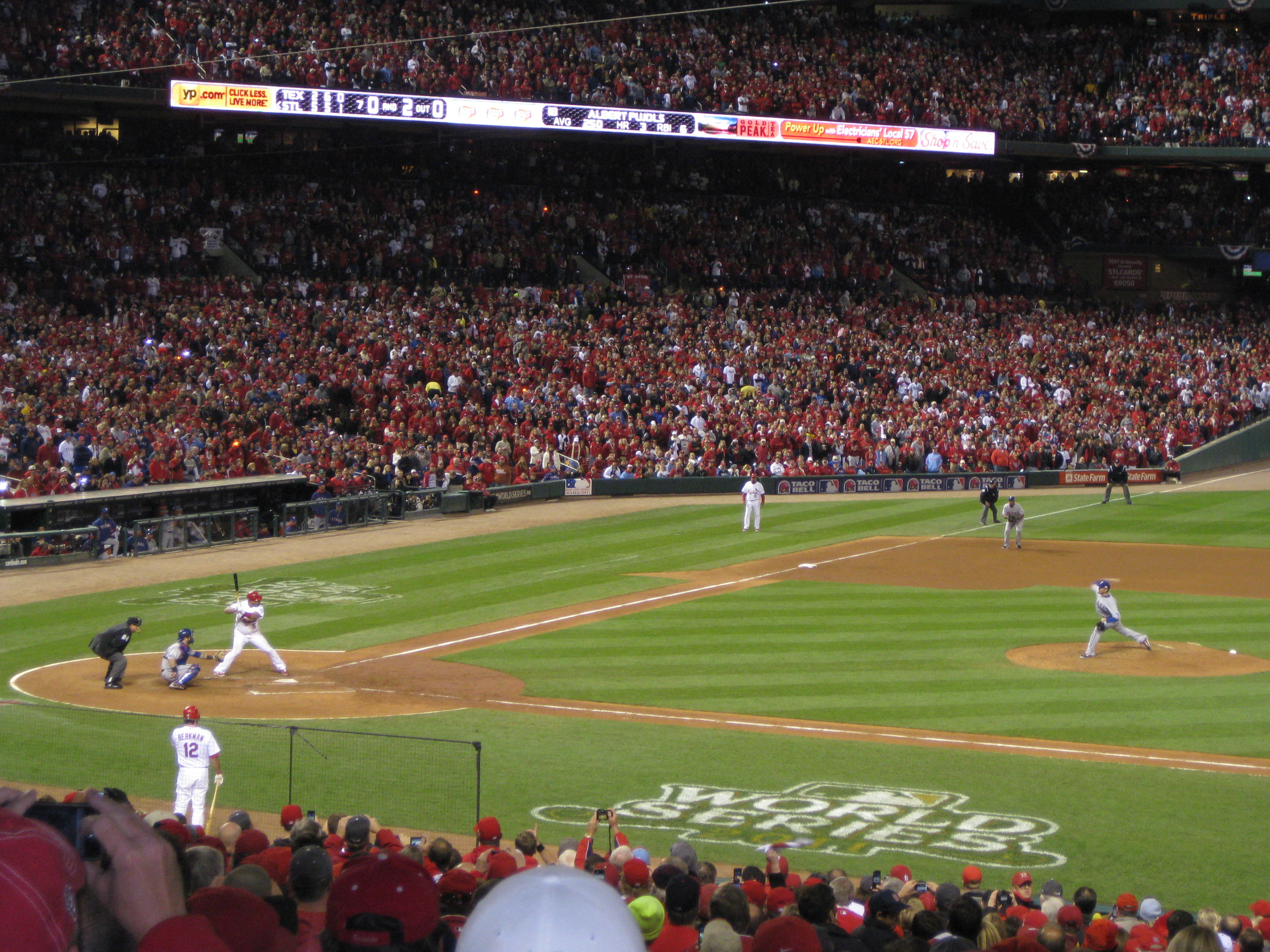
2011年世界大賽第7場，普荷斯對陣遊騎兵投手麥克·亞當斯

| 年度 | 球隊   | 出賽 | 打數  | 打點 | 得分 | 安打 | 二壘打 | 三壘打 | 全壘打 | 壘打數 | 四死 | 三振 | 盜壘 | 上壘率 | 長打率 | 打擊率 | OPS   |
| 2001 | 紅雀隊 | 161  | 590   | 130  | 112  | 194  | 47     | 4      | 37     | 360    | 69   | 93   | 1    | .403   | .610   | .329   | 1.013 |
| 2002 | 紅雀隊 | 157  | 590   | 127  | 118  | 185  | 40     | 2      | 34     | 331    | 72   | 69   | 2    | .394   | .561   | .314   | .955  |
| 2003 | 紅雀隊 | 157  | 591   | 124  | 137  | 212  | 51     | 1      | 43     | 394    | 79   | 65   | 5    | .439   | .667   | .359   | 1.106 |
| 2004 | 紅雀隊 | 154  | 592   | 123  | 133  | 196  | 51     | 2      | 46     | 389    | 84   | 52   | 5    | .415   | .657   | .331   | 1.072 |
| 2005 | 紅雀隊 | 161  | 591   | 117  | 129  | 195  | 38     | 2      | 41     | 360    | 97   | 65   | 16   | .430   | .609   | .330   | 1.039 |
| 2006 | 紅雀隊 | 143  | 535   | 137  | 119  | 177  | 33     | 1      | 49     | 359    | 92   | 50   | 7    | .431   | .671   | .331   | 1.102 |
| 2007 | 紅雀隊 | 158  | 565   | 103  | 99   | 185  | 38     | 1      | 32     | 321    | 99   | 58   | 2    | .429   | .568   | .327   | .997  |
| 2008 | 紅雀隊 | 148  | 524   | 116  | 100  | 187  | 44     | 0      | 37     | 342    | 104  | 54   | 7    | .462   | .653   | .357   | 1.115 |
| 2009 | 紅雀隊 | 160  | 568   | 135  | 124  | 186  | 45     | 1      | 47     | 374    | 115  | 64   | 16   | .443   | .658   | .327   | 1.101 |
| 2010 | 紅雀隊 | 159  | 587   | 118  | 115  | 183  | 39     | 1      | 42     | 350    | 103  | 76   | 14   | .414   | .596   | .312   | 1.011 |
| 2011 | 紅雀隊 | 147  | 579   | 99   | 105  | 173  | 29     | 0      | 37     | 313    | 61   | 58   | 9    | .366   | .541   | .299   | .906  |
| 2012 | 天使隊 | 154  | 607   | 105  | 85   | 173  | 50     | 0      | 30     | 313    | 52   | 76   | 8    | .343   | .516   | .285   | .859  |
| 2013 | 天使隊 | 99   | 391   | 64   | 49   | 101  | 19     | 0      | 17     | 171    | 40   | 55   | 1    | .330   | .437   | .258   | .767  |
| 2014 | 天使隊 | 159  | 633   | 105  | 89   | 172  | 37     | 1      | 28     | 295    | 48   | 71   | 5    | .324   | .466   | .272   | .790  |
| 2015 | 天使隊 | 157  | 602   | 95   | 85   | 147  | 22     | 0      | 40     | 289    | 50   | 72   | 5    | .307   | .480   | .244   | .787  |
| 2016 | 天使隊 | 152  | 593   | 119  | 71   | 159  | 19     | 0      | 31     | 271    | 49   | 75   | 4    | .323   | .457   | .268   | .780  |
| 2017 | 天使隊 | 149  | 593   | 101  | 53   | 143  | 17     | 0      | 23     | 229    | 37   | 93   | 3    | .286   | .386   | .241   | .672  |
| 2018 | 天使隊 | 117  | 465   | 64   | 50   | 114  | 20     | 0      | 19     | 191    | 28   | 65   | 1    | .289   | .411   | .245   | .700  |
| 2019 | 天使隊 | 131  | 491   | 93   | 55   | 120  | 22     | 0      | 23     | 211    | 43   | 68   | 3    | .305   | .430   | .244   | .734  |
| 2020 | 天使隊 | 39   | 152   | 25   | 15   | 34   | 8      | 0      | 6      | 60     | 9    | 25   | 0    | .270   | .395   | .224   | .665  |
| 2021 | 天使隊 | 24   | 86    | 12   | 9    | 17   | 0      | 0      | 5      | 32     | 3    | 13   | 1    | .250   | .372   | .198   | .622  |
| 2021 | 道奇隊 | 85   | 189   | 38   | 20   | 48   | 3      | 0      | 12     | 87     | 11   | 32   | 1    | .299   | .460   | .254   | .759  |
| 2022 | 紅雀隊 | 101  | 287   | 58   | 34   | 76   | 13     | 0      | 21     | 152    | 25   | 50   | 1    | .338   | .530   | .265   | .868  |
| 合計 | 22年   | 3072 | 11401 | 2208 | 1906 | 3377 | 685    | 16     | 700    | 6194   | 1370 | 1399 | 117  | .374   | .543   | .296   | 0.917 |
- 2021年度賽季結束時成績
- 各年度的粗字為聯盟最高

## 獎項和榮譽
- 打擊王1回：2003年（.359）

2011年普荷斯的世界大賽勝利遊行

- 全壘打王2回：2009年（47發）、2010年（42發）
- 體育新聞球員獎（英语：The Sporting News Player of the Year Award）3回：2003年、2008年 - 2009年
- MLB球員獎球員選擇獎（英语：Players Choice Awards）3回：2003年、2008年 - 2009年
- 國聯優秀球員球員選擇獎（英语：Players Choice Awards）3回：2003年、2008年 - 2009年
- ESPY獎（英语：ESPY Award）最佳美國職棒大聯盟球員（英语：Best Major League Baseball Player ESPY Award）4回：2005年 - 2006年、2009年 - 2010年
- 棒球文摘年度最佳球員（英语：Baseball Digest）2回：2005年、2008年
- 世界大賽冠軍2回：2006年、2011年
- 十年最佳球員（英语：Sporting News）：2009年
- 體育畫報十年最佳球員（英语：List of 2009 all-decade Sports Illustrated awards and honors）：2009年
- 打者年度最佳(今年棒球獎（英语：This Year in Baseball Awards）)2回：2003年、2008年
- 單月最有價值球員：2010年4月
- 貝比魯斯全壘打獎（英语：Babe Ruth Home Run Award）：2009年
- 馬文·米勒男子獎(球員選擇獎（英语：Players Choice Awards）)：2006年
- 國聯週獎的球員（英语：Major League Baseball Player of the Week Award）11回：2001年–2007年 (6), 2008年 (2), 2009年 (2), 2011年[週。截至6月5日]
- 打點王1回：2010年（118打點）
- 銀棒獎6回：2001年（三壘手）、2003年（外野手）、2004年、2008年 - 2010年（一壘手）
- 金手套獎2回：2006年、2010年（一壘手）
- 漢克·阿倫獎2回：2003年、2009年
- 罗伯托·克莱门特獎（英语：Roberto Clemente Award）1回：2008年
- 盧伽雷紀念獎（英语：Lou Gehrig Memorial Award）1回：2009年
- 心&喧囂獎（英语：Heart & Hustle Award）1回：2009年
- 菲爾丁聖經獎（英语：Fielding Bible Award）5回：2006年 - 2009年、2011年（一壘手）
- 新人王：2001年
- MVP3回：2005年、2008年 - 2009年
- 本月最佳新秀2回：2001年4月・5月
- 美國職棒大聯盟單月表現最佳球員6回：2003年5月・6月、2006年4月、2009年4月・6月、2010年8月
- 聯盟冠軍賽最有價值球員獎1回：2004年
- 美國職棒大聯盟全明星賽選出 11回：2001年、2003年 - 2010年、2015年、2022年

## 慈善活動

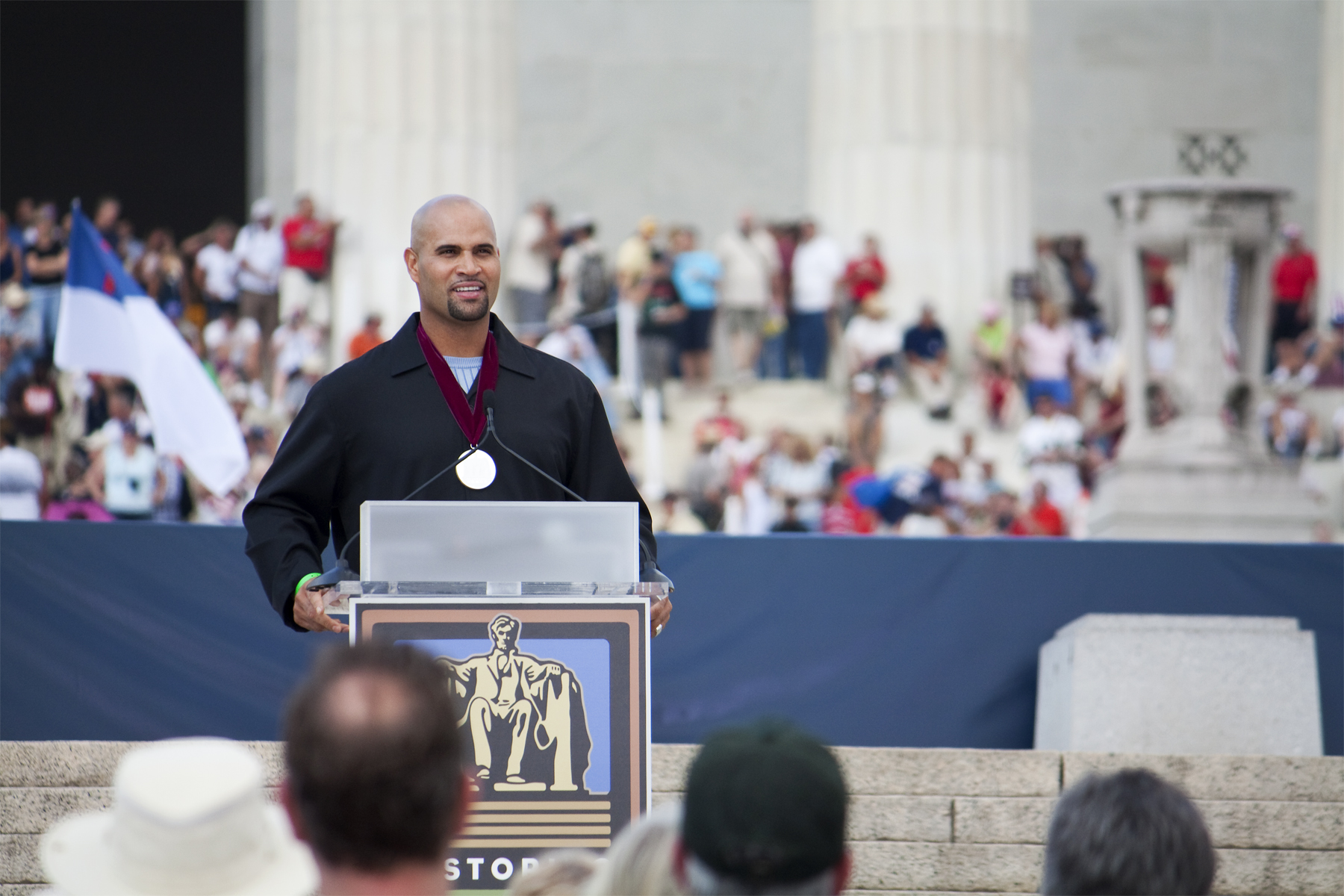
2010年华盛顿哥伦比亚特区舉行大規模集會Restoring Honor Rally普荷斯的演講

被稱為虔誠的基督教徒、普荷斯說我們的目標是要成為一個「社會的規範」。熱心於慈善機構的活動、尤其對唐氏症的兒童和他們的家庭支持的重點。因為、2000年1月1日和妻子Deidrd結婚Deidrd在結婚前過去一段時間跟另一名男子有了女兒伊麗莎白、伊麗莎白是名唐氏症的孩子、當普荷斯和Deidrd結婚後伊麗莎白成了普荷斯的義女。
2005年、普荷斯家庭建立了一個基金，以支持兒童患有唐氏綜合症和他們的家庭生活。他們的支援活動獲得了高度的讚揚、2008年10月25日、普荷斯被職棒大聯盟授予罗伯托·克莱门特獎。

## 外部連結
- 球員資訊和成績在MLB ，ESPN ，Retrosheet ，Baseball Reference ，Baseball Reference (Minors) ，Fangraphs ，The Baseball Cube （英文）
- Albert Pujols official web site（页面存档备份，存于）, the Pujols Family Foundation
- Albert Pujols Fan Site
- Albert Pujols Home Run and RBI Pace
- Albert Pujols page at stlcardinals.scout.com